# 트라이클로로에틸렌
트라이클로로에틸렌(trichloroethylene, IUPAC의 이름: trichloroethene)은 유기화합물의 일종으로 산업 용매로 흔히 사용되는 할로겐화탄소이다. 달콤한 향이 나는 무색의 불연성 액체이다. 클로로텐으로 알려진 비슷한 1, 1, 1-트리클로로에탄과 혼동해서는 안 된다.
산업에서는 TCE, trichlor, Trike, Tricky, tri 등의 이름이 사용된다. 다양한 상표명으로 판매되고 있다. Trimar와 Trilene 상표명으로 판매되는 트라이클로로에틸렌은 환자 수백만 명에게 휘발성 마취제로서, 또 흡입 조산 진통제로 사용되었다.
산업에서 트라이클로로에틸렌의 유출로 인한, 지하수와 마시는 물의 오염은 인간의 건강에 주된 문제이며 수많은 사고와 법정 소송으로 치닫았다.